# Élections législatives de 1958 dans la Vendée
Les élections législatives françaises de 1958 se déroulent les 23 et 30 novembre 1958. Dans le département de la Vendée, quatre députés sont à élire dans le cadre de quatre circonscriptions.

## Élus
| Circonscription | Député élu      | Parti | Parti |
| --------------- | --------------- | ----- | ----- |
| 1re             | Michel Crucis   |       | CNIP  |
| 2e              | Henri Caillemer |       | CNIP  |
| 3e              | Louis Michaud   |       | MRP   |
| 4e              | Antoine Guitton |       | CNIP  |

## Système électoral
Pour la première fois depuis 1936, les élections législatives ont lieu au scrutin uninominal majoritaire à deux tours dans des circonscriptions uninominales.
Est élu au premier tour le candidat qui réunit la majorité absolue des suffrages exprimés et un nombre de voix au moins égal au quart (25 %) des électeurs inscrits dans la circonscription. Si aucun des candidats ne satisfait ces conditions, un second tour est organisé entre les candidats ayant réuni un nombre de voix au moins égal à 5 % des suffrages exprimés. Au second tour, le candidat arrivé en tête est déclaré élu.
Le seuil de qualification, basé sur un pourcentage relativement faible des suffrages exprimés, tend à faciliter l'accès au second tour de plus de deux candidats. Les candidats en lice au second tour peuvent ainsi fréquemment être trois, un cas de figure appelé « triangulaire ». Lorsque quatre candidats s'affrontent au second tour, on parle de « quadrangulaire ».

## Résultats

### Résultats à l'échelle du département
| Parti          | Parti                                          | Premier tour | Premier tour | Second tour | Second tour | Sièges |
| Parti          | Parti                                          | Voix         | %            | Voix        | %           | Sièges |
| -------------- | ---------------------------------------------- | ------------ | ------------ | ----------- | ----------- | ------ |
|                | Centre national des indépendants et paysans    | 97 309       | 48,51        | 79 048      | 55,31       | 3      |
|                | Union pour la nouvelle République              | 12 727       | 6,34         | 7 750       | 5,42        | 0      |
|                | Modérés                                        | 5 318        | 2,65         | Retrait     | Retrait     | 0      |
|                | Divers droite (gaulliste)                      | 4 472        | 2,23         | Retrait     | Retrait     | 0      |
|                | Droite parlementaire                           | 119 826      | 59,73        | 86 798      | 60,73       | 3      |
|                |                                                |              |              |             |             |        |
|                | Mouvement républicain populaire                | 28 675       | 14,29        | 30 301      | 21,20       | 1      |
|                | Union et fraternité française                  | 18 779       | 9,36         | Retrait     | Retrait     | 0      |
|                | Parti communiste français                      | 13 855       | 6,91         | 8 116       | 5,68        | 0      |
|                | Section française de l'Internationale ouvrière | 10 786       | 5,38         | Retrait     | Retrait     | 0      |
|                | Radicaux centristes                            | 8 693        | 3,44         | 17 715      | 12,39       | 0      |
|                |                                                |              |              |             |             |        |
| Inscrits       | Inscrits                                       | 256 086      | 100,00       | 192 138     | 100,00      | 4      |
| Abstentions    | Abstentions                                    | 45 541       | 17,78        | 44 473      | 23,15       |        |
| Votants        | Votants                                        | 210 545      | 82,22        | 147 665     | 76,85       |        |
| Blancs et nuls | Blancs et nuls                                 | 9 931        | 4,72         | 4 735       | 3,21        |        |
| Exprimés       | Exprimés                                       | 200 614      | 95,28        | 142 930     | 96,79       |        |

### Résultats par circonscription

#### Première circonscription (La Roche-sur-Yon)
| Candidat       | Candidat                  | Parti          | Premier tour | Premier tour | Second tour | Second tour |  |
| Candidat       | Candidat                  | Parti          | Voix         | %            | Voix        | %           |  |
| -------------- | ------------------------- | -------------- | ------------ | ------------ | ----------- | ----------- |  |
|                | Michel Crucis élu         | CNIP           | 22 167       | 45,26        | 32 368      | 73,74       |  |
|                | Lionel de Tinguy du Pouët | MRP            | 13 614       | 27,8         | Retrait     | Retrait     |  |
|                | Roger Guillot             | SFIO           | 4 150        | 8,47         | Retrait     | Retrait     |  |
|                | Jean Magaud               | UNR            | 4 038        | 8,24         | 7 750       | 17,66       |  |
|                | Auguste Brunet            | PCF            | 3 045        | 6,22         | 3 776       | 8,6         |  |
|                | Joseph Maupilier          | UFF            | 1 962        | 4,01         |             |             |  |
|                |                           |                |              |              |             |             |  |
| Inscrits       | Inscrits                  | Inscrits       | 59 152       | 100,00       | 59 132      | 100,00      |  |
| Abstentions    | Abstentions               | Abstentions    | 8 723        | 14,75        | 13 448      | 22,74       |  |
| Votants        | Votants                   | Votants        | 50 429       | 85,25        | 45 684      | 77,26       |  |
| Blancs et nuls | Blancs et nuls            | Blancs et nuls | 1 453        | 2,88         | 1 790       | 3,92        |  |
| Exprimés       | Exprimés                  | Exprimés       | 48 976       | 97,12        | 43 894      | 96,08       |  |

Michel Crucis, conseiller juridique et fiscal, est élu à l’issue du second tour. Siégeant entre le 9 décembre 1958 et le 9 octobre 1962, il appartient au groupe des Indépendants et paysans d’action sociale (IPAS).

#### Deuxième circonscription (Fontenay-le-Comte)
| Candidat       | Candidat            | Parti          | Premier tour | Premier tour | Second tour | Second tour |  |
| Candidat       | Candidat            | Parti          | Voix         | %            | Voix        | %           |  |
| -------------- | ------------------- | -------------- | ------------ | ------------ | ----------- | ----------- |  |
|                | Henri Caillemer élu | CNIP           | 21 671       | 43,48        | 30 753      | 63,45       |  |
|                | Pierre Nau          | Radcent        | 8 693        | 17,44        | 17 715      | 36,55       |  |
|                | André Forens        | UNR            | 8 689        | 17,43        | Retrait     | Retrait     |  |
|                | Roger Arnaud        | PCF            | 4 412        | 8,85         | Retrait     | Retrait     |  |
|                | Maurice Lardy       | UFF            | 3 227        | 6,47         | Retrait     | Retrait     |  |
|                | Robert Bailly       | SFIO           | 3 148        | 6,32         | Retrait     | Retrait     |  |
|                |                     |                |              |              |             |             |  |
| Inscrits       | Inscrits            | Inscrits       | 65 181       | 100,00       | 65 155      | 100,00      |  |
| Abstentions    | Abstentions         | Abstentions    | 14 146       | 21,7         | 15 636      | 24          |  |
| Votants        | Votants             | Votants        | 51 035       | 78,3         | 49 519      | 76          |  |
| Blancs et nuls | Blancs et nuls      | Blancs et nuls | 1 195        | 2,34         | 1 051       | 2,12        |  |
| Exprimés       | Exprimés            | Exprimés       | 49 840       | 97,66        | 48 468      | 97,88       |  |

Henri Caillemer, exploitant agricole, est élu à l’issue du second tour. Siégeant entre le 9 décembre 1958 et le 9 octobre 1962, il appartient au groupe des Indépendants et paysans d’action sociale (IPAS).

#### Troisième circonscription (Les Sables-d'Olonne)
| Candidat       | Candidat                   | Parti                     | Premier tour | Premier tour | Second tour | Second tour |  |
| Candidat       | Candidat                   | Parti                     | Voix         | %            | Voix        | %           |  |
| -------------- | -------------------------- | ------------------------- | ------------ | ------------ | ----------- | ----------- |  |
|                | Louis Michaud élu          | MRP                       | 15 061       | 28,97        | 30 301      | 59,92       |  |
|                | Armand de Baudry d'Asson   | CNIP                      | 12 451       | 23,95        | 15 927      | 31,5        |  |
|                | Charles Rousseau           | Modérés                   | 5 318        | 10,23        | Retrait     | Retrait     |  |
|                | Michel Trécourt-Raimondeau | Divers droite (Gaulliste) | 4 472        | 8,6          | Retrait     | Retrait     |  |
|                | François Boux de Casson    | UFF                       | 4 099        | 7,88         | Retrait     | Retrait     |  |
|                | Odette Roux                | PCF                       | 4 042        | 7,77         | 4 340       | 8,58        |  |
|                | Jean Blanc du Collet       | SFIO                      | 3 488        | 6,71         | Retrait     | Retrait     |  |
|                | Cléophas Rataud            | UFF                       | 3 065        | 5,89         | Retrait     | Retrait     |  |
|                |                            |                           |              |              |             |             |  |
| Inscrits       | Inscrits                   | Inscrits                  | 67 891       | 100,00       | 67 851      | 100,00      |  |
| Abstentions    | Abstentions                | Abstentions               | 13 429       | 19,78        | 15 389      | 22,68       |  |
| Votants        | Votants                    | Votants                   | 54 462       | 80,22        | 52 462      | 77,32       |  |
| Blancs et nuls | Blancs et nuls             | Blancs et nuls            | 2 466        | 4,53         | 1 894       | 3,61        |  |
| Exprimés       | Exprimés                   | Exprimés                  | 51 996       | 95,47        | 50 568      | 96,39       |  |

Louis Michaud, entrepreneur en bâtiment, est élu à l’issue du second tour. Siégeant entre le 9 décembre 1958 et le 9 octobre 1962, il appartient au groupe des Républicains populaires et du centre démocratique (RPCD).

#### Quatrième circonscription (Les Herbiers)
|                | Antoine Guitton élu | CNIP           | 41 020 | 82,37  |  |  |  |
|                | Alexis Garreau      | UFF            | 6 426  | 12,9   |  |  |  |
|                | Louis Le Viquel     | PCF            | 2 356  | 4,73   |  |  |  |
|                |                     |                |        |        |  |  |  |
| Inscrits       | Inscrits            | Inscrits       | 63 862 | 100,00 |  |  |  |
| Abstentions    | Abstentions         | Abstentions    | 9 243  | 14,47  |  |  |  |
| Votants        | Votants             | Votants        | 54 619 | 85,53  |  |  |  |
| Blancs et nuls | Blancs et nuls      | Blancs et nuls | 4 817  | 8,82   |  |  |  |
| Exprimés       | Exprimés            | Exprimés       | 49 802 | 91,18  |  |  |  |

Antoine Guitton, exploitant agricole, est élu à l’issue du premier tour. Siégeant entre le 9 décembre 1958 et le 9 octobre 1962, il appartient au groupe des Indépendants et paysans d’action sociale (IPAS).